# Conseil musulman de coopération en Europe
Le Conseil musulman de coopération en Europe (CMCE) s'autodéfinit comme un organe représentatif de citoyens européens de religion musulmane devant l'administration européenne pour le conseil, la représentation et la collaboration intra-européenne.

## Résumé historique
En 1996, à Strasbourg ses membres fondateurs mettent sur pied le Conseil musulman de coopération en Europe: la mosquée de Strasbourg (France), le Conseil central des musulmans d'Allemagne (ZMD), le Conseil supérieur des musulmans de Belgique (CSMB), l’Union de communautés islamiques d'Espagne (UCIDE) de la Commission islamique d'Espagne, la mosquée Adda'wa de Paris (France) et la Communauté religieuse islamique italienne (COREIS). En 1997, le CMCE se joint à l’initiative "Une âme pour l'Europe" dans le cadre du "Dialogue avec les religions, églises et humanismes", faisant partie du Groupe des conseillers politiques de la Commission européenne.

## Représentants
La directive du CMCE est composée par leurs représentants élus : 
- Président : M. Mohamed Laroussi (Belgique).
- Vice-président : Seigneur Riaj Tatary (Espagne).
- Secrétaire : Dr Mamoun Mobayed (Royaume-Uni).
- Membres : M. Yahya Pallavicini (Italie), Dr Nadeem Elyas (Allemagne).

Délégués au comité de coordination devant la Commission européenne : Dr Mohammed Hawari, M. Mohammed Jamouchi.